# Hexachaeta leptofasciata
Hexachaeta leptofasciata es una especie de insecto del género Hexachaeta de la familia Tephritidae del orden Diptera.

## Historia
Hernandez-Ortiz la describió científicamente por primera vez en el año 1999.